# Pataki szitakötő
A pataki szitakötő (Orthetrum brunneum), más néven a pataki pásztorszitakötő, a rovarok (Insecta) osztályába a szitakötők (Odonata) rendjébe és a laposhasú acsafélék (Libellulidae) családjába tartozó faj.

## Előfordulása
Patakok, vízpartok közelében él. A Kárpát-medencében is honos. Főleg Európában él, de Észak-Afrikától Mongóliáig előfordul.

## Megjelenése
Barnás és zöldes változatokban fordul elő. Szép karcsú testével és nagy átlátszó szárnyaival könnyedén repül.

## Életmódja
Békákon, nagyobb halakon és néhány madarakon kívül nincs egyéb ragadozója.

## Szaporodása
Átalakulással szaporodik (mint minden szitakötő).